# Камарилло (аэропорт)

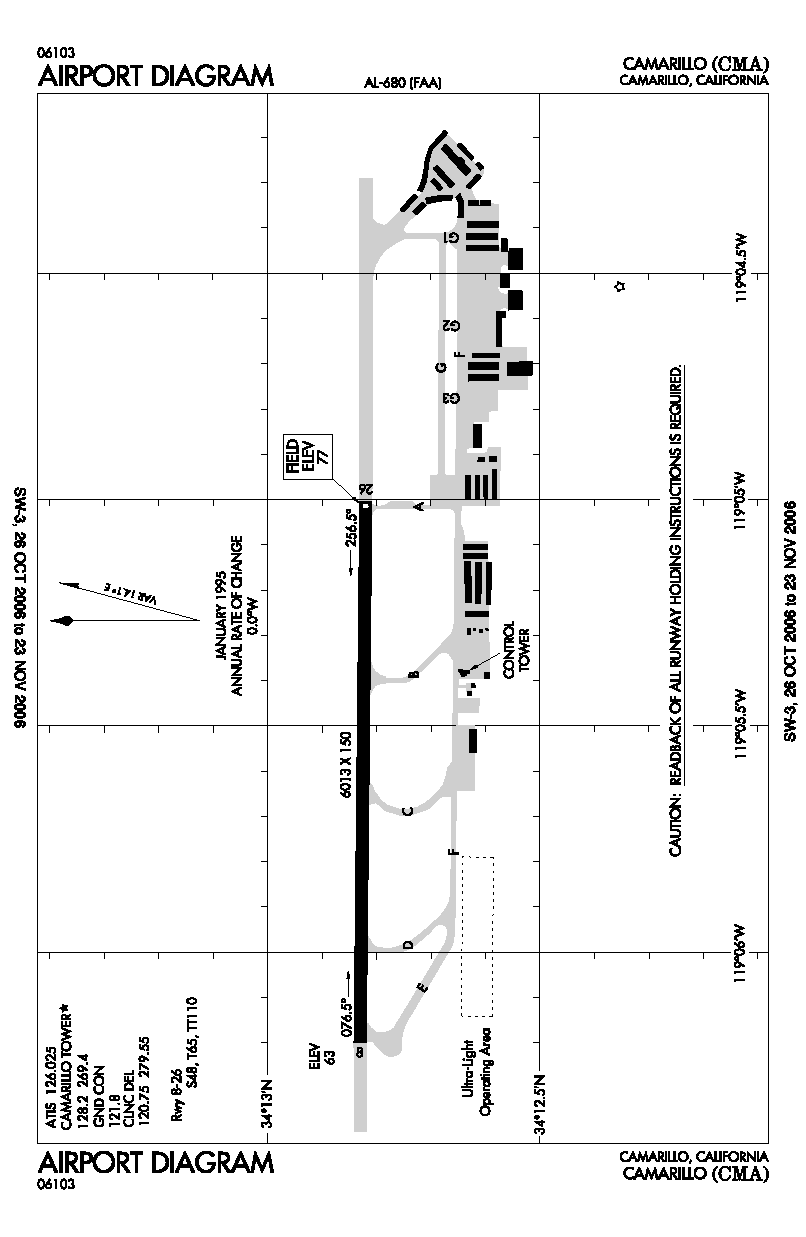
Схема FAA Аэропорта Камарилло

Аэропорт Камарилло (англ. Camarillo Airport), (ИКАО: KCMA, FAA LID: CMA) — гражданский аэропорт, расположенный в пяти километрах к западу от делового центра города Камарилло, округ Вентура (Калифорния), США.
Аэропорт главным образом обслуживает рейсы бизнес-авиации и частной авиации общего назначения, основные маршруты соединяют Камарилло с городами Лос-Анджелес и Санта-Барбара.
До 1970 года Аэропорт Камарилло был известен, как Военно-воздушная база Окснард.
В соответствии Национальным планом по интеграции аэропортовой системы страны в период с 2007 по 2011 годы Аэропорт Камарилло относится Федеральным управлением гражданской авиации США к так называемым «ослабленным» аэропортам.

## История
История Аэропорта Камарилло начинается в 1942 году с созданием силами Управления автодорог штата Калифорния аэродромной площадки и взлётно-посадочной полосы длиной 1500 метров, позднее удлинённой до 2400 метров. В 1951 году построенная инфраструктура была преобразована в Военно-воздушную базу Окснард.
В последующие годы власти округа Вентура проводили активные действия по приобретению имущества бывших военных баз Министерства обороны США для дальнейшего коммерческого использования в гражданской авиации. Против работы военных авиабаз в черте населённых пунктов по большей части протестовали местные жители, недовольные уровнем шума в любое время дня и ночи. В 1976 году передача инфраструктуры аэропорта Камарилло под нужды гражданской авиации была окончательно утверждена при условии сокращения длины взлётно-посадочной полосы до 1828 метров и смещения на одном конце ВПП порога полосы. К 1985 году аэропорт был полностью передан в собственность Управления аэропортами округа Вентура.

## Операционная деятельность
Аэропорт Камарилло занимает площадь в 263 гектара, расположен на высоте 23 метров над уровнем моря и эксплуатирует одну взлётно-посадочную полосу:
- 8/26 размерами 1833 х 46 метров с асфальтовым покрытием.

В период с 5 июня 2005 по 5 июня 2006 год Аэропорт Камарилло обработал 153 360 операций по взлётам и посадкам воздушных судов (в среднем 420 операций ежедневно), из которых 98 % пришлось на авиацию общего назначения, 2 % — на рейсы аэротакси и менее 1 % составили рейсы военной авиации. В данный период в аэропорту базировалось 600 воздушных судов, из них 84 % — однодвигательные самолёты, 8 % — многодвигательные, 5 % — сверхлёгкие самолёты, 3 % — реактивные и 1 % — вертолёты.